# Wolfsgeist
Wolfsgeist (auch Wolfgeist) ist ein ehemaliger Ortschaftsbestandteil in der Gemeinde Pottenstein, Niederösterreich.
Der Ort am Südhang des Wolfsgeistberges bestand 1455 aus drei Lehen und 1751 nur mehr aus einem Lehen. Auch heute ist Wolfsgeist eine Einzellage nördlich von Pottenstein.